# Давид Виняс
Давид Виняс (на испански: David Viñas) е аржентински литературен критик, драматург, сценарист и писател на произведения в жанра драма, исторически роман и документалистика.

## Биография и творчество
Давид Борис Виняс е роден на 28 юли 1927 г. в Буенос Айрес, Аржентина, в семейството на Исмаил Педро и Естер Виняс. По бащина линия е от еврейска фамилия, заселила се в Аржентина през 19 век. Следва изкуство в университета в Буенос Айрес. В университета е президент е на университетската студентска федерация.
След дипломирането си работи като журналист. През 1953 г., заедно с брат си Исмаил Виняс, съпругата си Аделаида Гигли и състуденти, основава списанието „Contorno“, което обединява марксистки и екзистенциални интелектуалци. Публикува литературна критика като прави преглед от приетата от него марксистка социологическа или политическа и антиимпериалистическа перспектива.
Първият му роман „Cayó sobre su rostro“ (Той падна по лице) е издаден през 1955 г. Книгата му „Un Dios cotidiano“ (Един ежедневен Бог) е удостоена с наградата „Герчунов“.
Един от най-известните му романи е „Los dueños de la tierra“ (Собствениците на земята) от 1958 г., в който разказва история от 20-те години на 20 век, когато в Южна Патагония се развива продължителна стачка на работниците и селяните, която завършва с кървава военна репресия. Чрез романа критикува формите на олигархичното насилие развиващо се в страната.
По време на последната аржентинска военна диктатура (1976 – 1983), от 1976 г. той е заточен в различни страни на Америка и Европа, основно в Испания и Мексико. Децата му, Мария Аделаида и Лоренцо Исмаил, са отвлечени и изчезват през този диктаторски период, заради което през 1991 г. отхвърля стипендията „Гугенхайм“. Да 1983 г. преподава литература в Калифорния, Берлин и Дания. От 1984 г. се завръща да живее в Буенос Айрес. Става преподавател по аржентинска литература към Факултета по философия и творческо писане в университета в Буенос Айрес. Ръководи Института за аржентинска литература.
Давид Виняс умира от пневмония на 10 март 2011 г. в Буенос Айрес. Той е кремиран, а прахът му е разпръснат в Буенос Айрес.

## Произведения

### Самостоятелни романи
- Cayó sobre su rostro (1955)
- Los años despiadados (1956)
- Un Dios cotidiano (1957) – награда „Герчунов“
- Los dueños de la tierra (1958)
- Dar la cara (1962)
- En la semana trágica (1966)
- Hombres de a caballo (1967)
Мъже на коне, изд.: „Народна култура“, София (1972), прев. Валентина Рафаилова
- Cosas concretas (1969)
- Jauría (1971)
- Cuerpo a cuerpo (1979)
- Prontuario (1993)
- Claudia conversa (1995)
- Tartabul (2006)

### Пиеси
- Lisandro (1971)
- Tupac-Amaru (1973)
- Maniobras (1974)
- Dorrego (1974)
- Rodolfo Walsh y Gardel ()

### Документалистика
- Las malas costumbres (1963)

### Екранизации
- 1958 El jefe – сценарий
- 1960 Sábado a la noche, cine
- 1962 Dar la cara – история
- 1985 Cocaine Wars – история